# Peer Raben

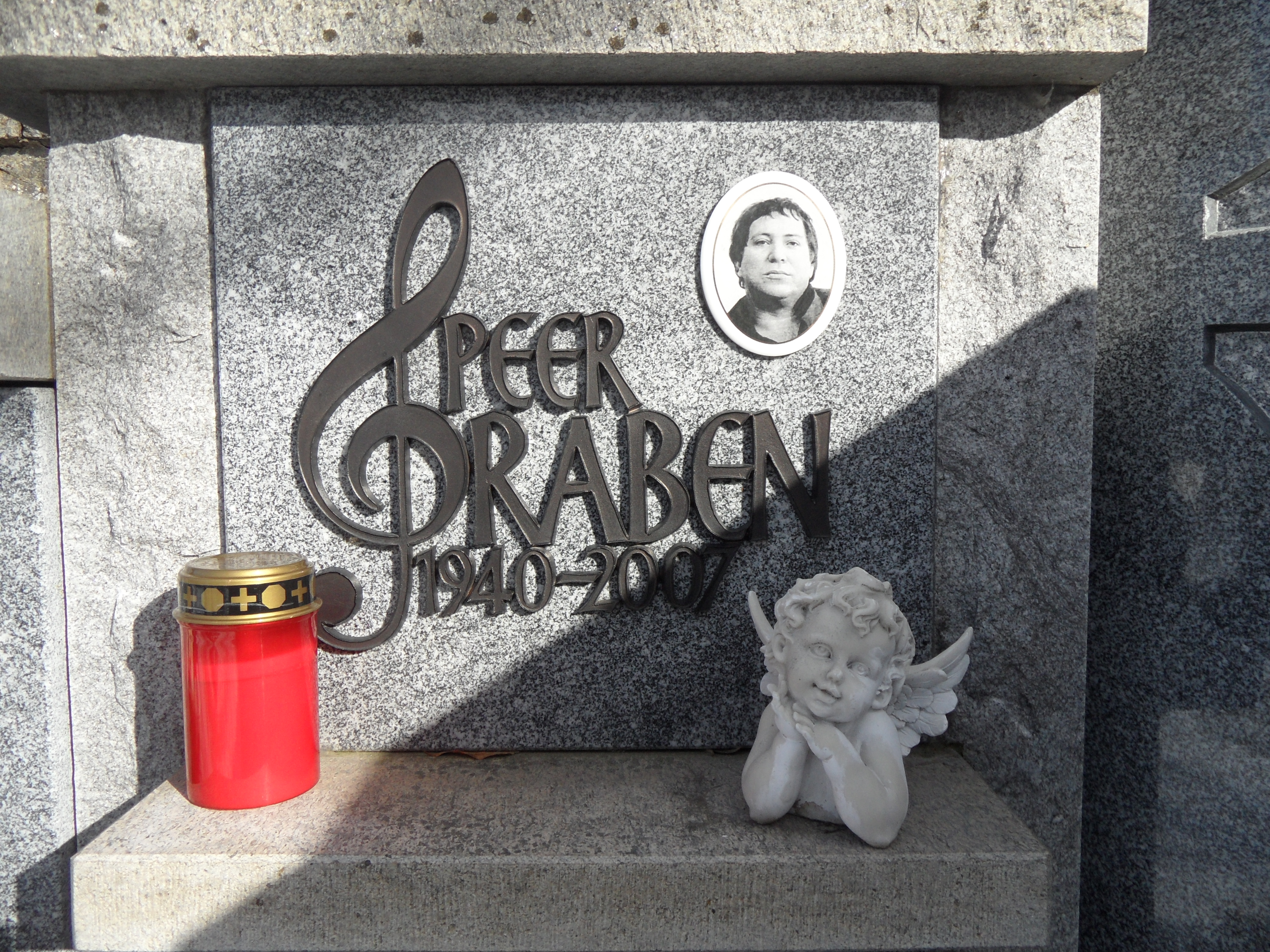
Grab von Peer Raben

Peer Raben (* 3. Juli 1940 in Viechtafell; † 21. Januar 2007 in Mitterfels; eigentlich Wilhelm Rabenbauer) war ein deutscher Komponist.
Raben schrieb die Musik für rund 90 Kino- und Fernsehfilme und zahlreiche Hörspiele. Darüber hinaus war er Autor, Schauspieler, Produzent und Regisseur, und war für seine Zusammenarbeit mit dem Regisseur Rainer Werner Fassbinder bekannt.

## Leben
Nach dem Abitur (1961) am musischen Zweig des Deutschen Gymnasiums in Straubing begann Rabenbauer an der Universität Regensburg ein Studium der Pädagogik, brach dieses aber ab, um Schauspiel an der Folkwangschule Essen zu studieren. Anschließend studierte er an der Ludwig-Maximilians-Universität München Musik- und Theaterwissenschaft. 1965 bekam er ein Engagement an der Schaubühne Berlin und 1966 am Schauspielhaus Wuppertal.
Rabenbauer gehörte 1966 zu den Mitbegründern des Münchener Action-Theaters, dem späteren antiteater, wo er auch als Schauspieler und Regisseur tätig war. Hier lernte er Rainer Werner Fassbinder kennen, der 1969 mit dem antiteater seinen ersten Spielfilm Liebe ist kälter als der Tod inszenierte. Aus Kostengründen wurde Rabenbauer von Fassbinder gebeten, die Filmmusik einzuspielen. Seine Komposition wurde ein voller Erfolg, so dass weitere Filmkompositionen für Fassbinder unter dem Pseudonym Peer Raben folgten, wie später Die Ehe der Maria Braun, Lili Marleen und Berlin Alexanderplatz. Anfang der 1970er Jahre war Raben unter Peter Zadek musikalischer Leiter am Schauspielhaus Bochum. Dort schuf er 1972 zusammen mit Erwin Bootz die Musik zur „Revuefassung“ (durch Tankred Dorst und Zadek) von Falladas Kleiner Mann – was nun?
Für Fassbinders Querelle – Ein Pakt mit dem Teufel (1982) schrieb er für Jeanne Moreau das Chanson Each Man Kills The Thing He Loves (nach dem Gedicht The Ballad of Reading Gaol von Oscar Wilde), und Günther Kaufmann sang sein Lied Young And Joyful Bandit. Da diese Songs im Film aber nicht vorkamen, sondern nur als Versionen ohne Orchester (im Falle Moreaus) bzw. von anderen Schauspielern gesungen wurden (im Falle Kaufmann) fanden die Kritiker keinen Gefallen daran und nominierten Raben für die Goldene Himbeere. Auch das Repertoire der Chanson-Sängerin Ingrid Caven besteht vor allem aus Kompositionen von Peer Raben mit Texten von Raben, Fassbinder, Wolf Wondratschek, Hans Magnus Enzensberger und Jean-Jacques Schuhl.
1981 drehte Raben seinen ersten Kinofilm Heute spielen wir den Boss. Eine Erkrankung zwang ihn 1992 zu einer zweijährigen Schaffenspause; er konnte seine Arbeit jedoch 1994 wieder aufnehmen. Raben komponierte die Musik zu Rosa von Praunheims Film Für mich gab’s nur noch Fassbinder (2000).
Ab dem Jahr 2000 lebte er in Albertsried bei Schwarzach.
Am 21. Januar 2007 starb er im Alter von 66 Jahren nach einer schweren Krankheit in Mitterfels.

## Auszeichnungen
1980 erhielt Raben das Filmband in Gold für Robert van Ackerens Die Reinheit des Herzens und Luc Bondys Die Ortliebschen Frauen.
2003 wurde er gemeinsam mit Artur Brauner und Erika Richter mit der Berlinale Kamera ausgezeichnet. 2004 gewann er zusammen mit Shigeru Umebayashi den Golden Horse Award für 2046, 2005 gewann er dafür noch den Hong Kong Film Award.
Darüber hinaus wurde er im Oktober 2006 von der World Soundtrack Academy für sein Lebenswerk geehrt.

## Filmografie
- 1969: Liebe ist kälter als der Tod (Produktion, Musik, Darsteller) – Regie: Rainer Werner Fassbinder
- 1969: Katzelmacher (Musik nach Franz Schubert) – Regie: Rainer Werner Fassbinder
- 1969: Warum läuft Herr R. Amok? (nur Darsteller) – Regie: Michael Fengler, Rainer Werner Fassbinder
- 1970: Götter der Pest – Regie: Rainer Werner Fassbinder
- 1970: Niklashauser Fart (Musik und Darsteller) – Regie: Rainer Werner Fassbinder
- 1970: Der amerikanische Soldat (Musik)
- 1971: Rio das Mortes (Musik und Produktion) – Regie: Rainer Werner Fassbinder
- 1971: Pioniere in Ingolstadt (TV) – Regie: Marieluise Fleißer, Rainer Werner Fassbinder
- 1970: Mathias Kneißl – Regie: Reinhard Hauff
- 1971: Whity (auch Produktion) – Regie: Rainer Werner Fassbinder
- 1971: Warnung vor einer heiligen Nutte – Regie: Rainer Werner Fassbinder
- 1972: Adele Spitzeder (TV) – Regie, Filmmusik, Drehbuch mit Martin Sperr
- 1973: Tschetan, der Indianerjunge – Regie: Hark Bohm
- 1973: Die Zärtlichkeit der Wölfe – Regie: Ulli Lommel
- 1974: La Paloma – Regie: Daniel Schmid
- 1974: Eiszeit – Regie: Peter Zadek
- 1975: Faustrecht der Freiheit – Regie: Rainer Werner Fassbinder
- 1975: Mutter Küsters’ Fahrt zum Himmel – Regie: Rainer Werner Fassbinder
- 1975: Angst vor der Angst (Fernsehfilm)
- 1976: Schatten der Engel
- 1976: Ich will doch nur, daß ihr mich liebt – Regie: Rainer Werner Fassbinder
- 1976: Satansbraten – Regie: Rainer Werner Fassbinder
- 1976: Chinesisches Roulette – Regie: Rainer Werner Fassbinder
- 1977: Bolwieser (TV-Zweiteiler und Kinofassung) – Regie: Rainer Werner Fassbinder
- 1977: Die Herausforderung – Regie: Christa Maar
- 1977: Violanta – Regie: Daniel Schmid
- 1977: Halbe-Halbe – Regie: Uwe Brandner
- 1977: Das andere Lächeln – Regie: Robert van Ackeren
- 1978: Despair – Eine Reise ins Licht – Regie: Rainer Werner Fassbinder
- 1978: Spiel der Verlierer – Regie: Christian Hohoff
- 1978: Die Ehe der Maria Braun – Regie: Rainer Werner Fassbinder
- 1978: In einem Jahr mit 13 Monden – Regie: Rainer Werner Fassbinder
- 1979: Neues vom Räuber Hotzenplotz – Regie: Gustav Ehmck
- 1979: Die dritte Generation – Regie: Rainer Werner Fassbinder
- 1979: Bildnis einer Trinkerin – Regie: Ulrike Ottinger
- 1979: Die Reinheit des Herzens – Regie: Robert van Ackeren
- 1980: Berlin Alexanderplatz (TV-Serie) – Regie: Rainer Werner Fassbinder
- 1980: Mosch (TV) – Regie: Tankred Dorst
- 1980: Lili Marleen – Regie: Rainer Werner Fassbinder
- 1981: Die Ortliebschen Frauen – Regie: Luc Bondy
- 1981: Malou
- 1981: Heute spielen wir den Boß – Wo geht’s denn hier zum Film? (auch Regie)
- 1981: Tag der Idioten – Regie: Werner Schroeter
- 1981: Lola – Regie: Rainer Werner Fassbinder
- 1981: Warum hast Du so traurige Augen (Vorstadt-Tango) (TV) – Regie: Tom Toelle
- 1982: Die Sehnsucht der Veronika Voss – Regie: Rainer Werner Fassbinder
- 1982: Querelle – Ein Pakt mit dem Teufel – Regie: Rainer Werner Fassbinder
- 1983: Dies rigorose Leben (Nothing left to loose) – Regie: Vadim Glowna
- 1983: Grenzenlos – Regie: Josef Rödl
- 1983: Die flambierte Frau – Regie: Robert van Ackeren
- 1983: Die Schaukel
- 1983: Glut – Regie: Thomas Koerfer
- 1983: L’Air de crime – Regie: Alain Klarer
- 1984: Giarres – Buch und Regie: Reinhard von der Marwitz
- 1984: Tricheurs (Die Spieler) – Regie: Barbet Schroeder
- 1984: Dorian Gray im Spiegel der Boulevardpresse – Regie: Ulrike Ottinger
- 1984: Novembermond – Regie: Alexandra von Grote
- 1986: Flambierte Herzen (Flamberede hjerter) – Regie: Ulrike Ottinger
- 1986: Väter und Söhne – Regie: Bernhard Sinkel
- 1987: Tommaso Blu – Regie: Florian Furtwängler
- 1987: Angst und Einsamkeit (Inside Out)
- 1988: Die Venusfalle – Regie: Robert van Ackeren
- 1990: Sirup – Regie: Helle Ryslinge
- 1990: Bismarck (Fernseh-Dreiteiler des BR)
- 1991: Lulu (TV)
- 1991: Happy Birthday, Türke!
- 1992: Die wahre Geschichte von Männern und Frauen
- 1992: Glück 1
- 1992: Frauen über R. W. Fassbinder (TV)
- 1992: Zwischensaison
- 1997: Das zweite Leben des Filmkomponisten Peer Raben – Regie: Joachim Dennhardt
- 2000: Vino santo (TV)
- 2000: Für mich gab’s nur noch Fassbinder – Regie: Rosa von Praunheim
- 2000: Die Königin – Marianne Hoppe
- 2002: Heimatfilm! (TV)
- 2004: 2046
- 2005: Kontakt
- 2006: Das Phantom von Paris (Musical-Fortführung des Phantom der Oper)

## Hörspiele
- 1970: Rainer Werner Fassbinder: Ganz in Weiß (Pfarrer) – Regie: Gemeinsam mit Rainer Werner Fassbinder (Hörspiel – BR/HR/SDR)
- 1972: Rainer Werner Fassbinder: Keiner ist böse keiner ist gut  (Petrov) – Regie: Rainer Werner Fassbinder (Hörspiel – BR)